# Canton d'Exmes
Le canton d'Exmes est une ancienne division administrative française située dans le département de l'Orne et la région Basse-Normandie.

## Géographie
Ce canton était organisé autour d'Exmes dans l'arrondissement d'Argentan. Son altitude variait de 98 m (Fel) à 289 m (Courménil) pour une altitude moyenne de 230 m.

## Représentation

### Conseillers d'arrondissement (de 1833 à 1940)
| Période                                  | Période      | Identité                                        | Étiquette                   | Qualité |
| ---------------------------------------- | ------------ | ----------------------------------------------- | --------------------------- | --- |
| 1833                                     | 1842         | Jean François Corbin                            |                             | Maire de Villebadin                                                                                         |
| 1842                                     | 1848         | Louis Lautour (1796-1875)                       |                             | Maire d'Argentan de 1840 à 1856                                                                             |
| 1848                                     | 1852         | Alfred-Étienne de la Motte-Ango, comte de Flers |                             | Maire de Villebadin                                                                                         |
|                                          |              |                                                 |                             | |
| 1868                                     |              | M. Decaux                                       |                             | Propriétaire à Exmes                                                                                        |
|                                          |              |                                                 |                             | |
|                                          | 1897 (décès) | Stanislas Ludovic Desoulzlebieu                 | Conservateur                | Maire du Pin-au-Haras                                                                                       |
| 1897                                     |              | Philibert Gouin                                 | Républicain antiministériel | Maçon, propriétaire, maire de Ginai                                                                         |
|                                          |              |                                                 |                             | |
| 1910                                     | 1919         | Adolphe-Auguste Meusard                         |                             | Cultivateur, maire de Saint-Pierre-la-Rivière                                                               |
| 1919                                     | 1931         | Jean-Marie Lavalou (1864-1942)                  | URD                         | Industriel laitier, maire du Bourg-Saint-Léonard                                                            |
| 1931                                     | 1940         | Albert Eugène                                   | Radical                     | Hôtelier, maire du Pin-au-Haras                                                                             |
| 1940                                     |              |                                                 |                             | Les conseils d'arrondissement ont été suspendus par la loi du 12 octobre 1940 et n'ont jamais été réactivés |
| Les données manquantes sont à compléter. |              |                                                 |                             | |

### Conseillers généraux de 1833 à 2015
De 1833 à 1848, les cantons d'Exmes et de Trun avaient le même conseiller général. Le nombre de conseillers généraux était limité à 30 par département.
| Période                                  | Période                   | Identité                                          | Étiquette      | Qualité                                                                                             |
| ---------------------------------------- | ------------------------- | ------------------------------------------------- | -------------- | --------------------------------------------------------------------------------------------------- |
| 1833                                     | 1842                      | Charles Élisabeth François Bouffey                |                | Procureur du roi à Caen, ancien juge d'instruction, conseiller municipal d'Argentan                 |
| 1842                                     | 1848                      | Jacques Pierre Laurent Godechal-Vorus             |                | Propriétaire et avocat, maire de Neauphe-sur-Dive                                                   |
| 1848                                     | 1848 (annulation)         | Aubin Classe                                      |                | Notaire à Exmes                                                                                     |
| 1848                                     | 1852                      | François Le Mignier des Forêts                    |                | Propriétaire, maire du Pin-au-Haras                                                                 |
| 1852                                     | 1883 (décès)              | Alfred-Étienne de la Motte-Ango, comte de Flers   | Extrême droite | Propriétaire, maire de Villebadin, conseiller d'arrondissement, sénateur (1876-1883)                |
| 1883                                     | 1902 (décès)              | Jean Decaux                                       | Conservateur   | Notaire, maire de Villebadin                                                                        |
| 1902                                     | 1904 (décès)              | Paul Decaux                                       | Conservateur   | Propriétaire-agriculteur, maire de Villebadin                                                       |
| 1904                                     | 1908 (décès)              | Henri-Louis de Grosouardy marquis de Saint-Pierre | Conservateur   | Propriétaire à Silly-en-Gouffern                                                                    |
| 1908                                     | 1922                      | Henri Bourse (1872-1942)                          | Républicain    | Propriétaire, maire de Silly-en-Gouffern                                                            |
| 1922                                     | 1941 (démission d'office) | Gustave Garnier                                   | Rad.           | Propriétaire, maire de Fel, révoqué par le gouvernement de Vichy                                    |
|                                          |                           |                                                   |                | |
| 1943                                     | 1945                      | Pierre Bonhomme                                   |                | Maire de Saint-Pierre-la-Rivière, nommé conseiller départemental en 1943 Déclaré inéligible en 1944 |
|                                          |                           |                                                   |                | |
| 1945                                     | 1949                      | Gustave Garnier                                   | Rad.           | Propriétaire, maire de Fel                                                                          |
| 1949                                     | 1977 (décès)              | Norbert Sillière (1909-1977)                      | DVD puis UNR   | Exploitant agricole, maire de Silly-en-Gouffern                                                     |
| 1977                                     | 1979                      | Richard Boisard (1933-2003)                       | DVD            | Notaire, maire d'Exmes (1972-2001)                                                                  |
| 1979                                     | 1992                      | Pierre Lelandais (1952-2009)                      | MRG puis DVG   | Assureur à Exmes                                                                                    |
| 1992                                     | 2015                      | Patrick Mussat                                    | DVD puis UMP   | Avocat, maire de La Cochère, président de la CC du Pays du Haras du Pin                             |
| Les données manquantes sont à compléter. |                           |                                                   |                | |

Le canton participe à l'élection du député de la troisième circonscription de l'Orne.

## Composition

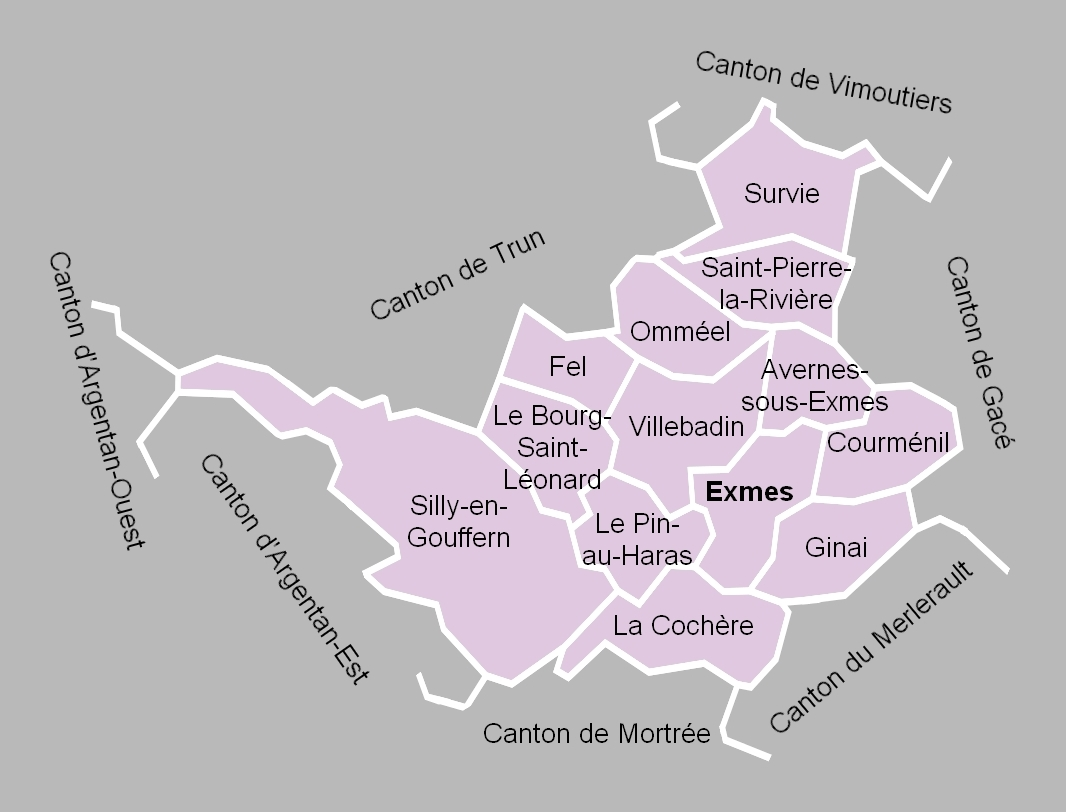
La carte des communes du canton. Les cantons limitrophes étaient ceux de Trun, de Vimoutiers, de Gacé, du Merlerault, de Mortrée, d'Argentan-Est et d'Argentan-Ouest.

Le canton d'Exmes comptait 2 766 habitants en 2012 (population municipale) et regroupait treize communes :
- Avernes-sous-Exmes ;
- Le Bourg-Saint-Léonard ;
- La Cochère ;
- Courménil ;
- Exmes ;
- Fel ;
- Ginai ;
- Omméel ;
- Le Pin-au-Haras ;
- Saint-Pierre-la-Rivière ;
- Silly-en-Gouffern ;
- Survie ;
- Villebadin.

À la suite du redécoupage des cantons pour 2015, toutes les communes sont rattachées au canton d'Argentan-2.

### Anciennes communes
Les anciennes communes suivantes sont incluses dans le canton d'Exmes :
- Chaufour et Saint-Arnoult, absorbées en 1811 par Exmes.
- La Roche-Nonant, absorbée en 1813 par La Cochère.
- Avenelles, absorbée en 1814 par Omméel.
- Grebert, absorbée en 1821 par Avernes-sous-Exmes.
- Fougy, absorbée en 1821 par Le Bourg-Saint-Léonard.
- La Briquetière, absorbée en 1821 par Ginai.
- Argentelles, Barges et Champobert, absorbées en 1821 par Villebadin.
- Malnoyer, absorbée en 1822 par Courménil.
- Chagny, Courgeron et Vieux-Uron, absorbées en 1822 par Le Pin-au-Haras.
- Belhotel et Sainte-Croix-du-Mesnil-Gonfroy, absorbée en 1822 par Survie.

## Démographie
Au recensement de 2012, le canton d'Exmes était le moins peuplé des cantons de l'Orne.
| 1962  | 1968  | 1975  | 1982  | 1990  | 1999  | 2006  | 2011  | 2012  |
| ----- | ----- | ----- | ----- | ----- | ----- | ----- | ----- | ----- |
| 3 681 | 3 447 | 3 132 | 2 922 | 2 835 | 2 779 | 2 796 | 2 784 | 2 766 |